# Maeda Yūgure

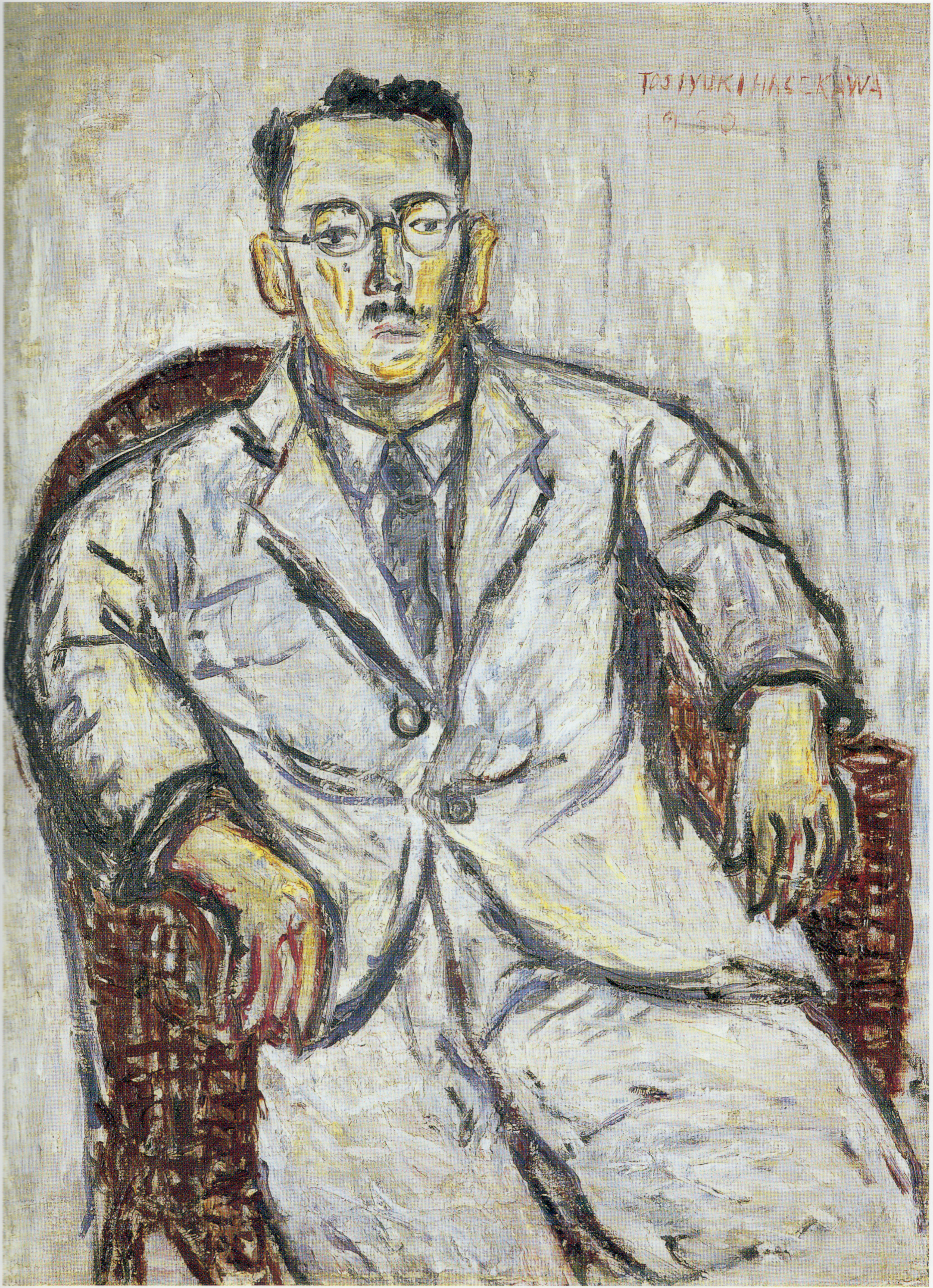
Maeda 1930, Bild: Hasegawa Toshiyuki

Maeda Yūgure (japanisch 前田 夕暮, wirklicher Name: Maeda Hirozō 前田 洋造, auch in der Schreibung: 前田 洋三; * 27. Juli 1883 in Hadano, Präfektur Kanagawa; † 20. April 1951) war ein japanischer Lyriker. Sein ältester Sohn Maeda Tōru (1914–1984) war ebenfalls Lyriker und Tanka-Dichter.

## Leben und Wirken
Maeda Yūgure wurde in der Präfektur Kanagawa geboren. Er besuchte die Naka-gun-Mittelschule, die er ohne Abschluss abbrach. Gemeinsam mit Wakayama Bokusui trat er der von Onoe Saishū gegründeten Künstlergruppe Shazensō-sha bei. Seine Tanka-Sammlung Shūkaku (収穫) – „Ernte“, die 1910 erschien, wies ihn als bedeutenden Vertreter der japanischen naturalistischen Schule neben Wakayama Bokusui aus, die als „Yūgure-Bokusui-Epoche“ (夕暮・牧水時代) in die Literaturgeschichte eingegangen ist. Die Gedichtsammlung spiegelt sein Interesse an Wäldern wider. 1932 erschien die Gedichtsammlung Suigen chitai (水源地帯).
Mit Kitahara Hakushū gründete Maeda die Zeitschrift Nikkō, weiterhin gab er auch die literarischen Magazine Shika (詩歌) und Chijō Junrei heraus.
In der Stadt Chichibu in der Präfektur Saitama gibt es die „Irikawa Valley Yūgure Campsite“ (入川渓谷夕暮キャンプ場,  Irikawa keikoku Yūgure kyanpujō'), die nach Maeda Yūgure benannt ist.